# Gunnar Jervas
Gunnar Emanuel Jervas, född 1 juli 1938 i Arvidsjaurs församling i Norrbottens län, död 15 december 2017 i Sundbybergs distrikt i Stockholms län, var en svensk statsvetare.
Jervas disputerade 1971 vid Umeå universitet, blev i samband med det filosofie doktor och blev 1973 docent vid Umeå universitet, där han senare var universitetslektor och studierektor. Han var även utbildad gymnastikdirektör och var docent vid Åbo Akademi sedan 1981.
Jervas deltog i arbetet 1974 års försvarsutredning som av försvaret oberoende expert, efter att den socialdemokratiske ledamoten Maj-Britt Theorin krävt en sådan. Från 1976 till sin pensionering 2005 arbetade han därefter vid Försvarets forskningsanstalt (FOA) och Totalförsvarets forskningsinstitut (FOI), där han hade tjänstetiteln laborator. Från slutet av 1990-talet arbetade han bland annat med studier av terrorism och han har även skrivit böcker i ämnet.
Gunnar Jervas invaldes 1982 som ledamot av Krigsvetenskapsakademien.
Han blev 1960 reservofficer vid Västerbottens regemente och 1969 chefsalarmeringsledare i Övre Norrlands civilområde.